# Hồng Dũng
Hồng Dũng là một xã cũ thuộc huyện Thái Thụy, tỉnh Thái Bình, Việt Nam.
Tên của xã được ghép từ tên của ba xã cũ là Hồng Quỳnh, Thụy Hồng và Thụy Dũng.

## Địa lý
Xã Hồng Dũng nẳm ở phía đông bắc huyện Thái Thụy, có vị trí địa lý:
- Phía đông giáp xã An Tân
- Phía tây giáp xã Thụy Quỳnh
- Phía nam giáp xã Thụy Trình
- Phía bắc giáp thành phố Hải Phòng.

Xã Hồng Dũng có diện tích 12,18 km², dân số năm 2019 là 10.371 người, mật độ dân số đạt 851 người/km².
Đây là địa phương có dự án Đường cao tốc Ninh Bình – Hải Phòng đi qua.

## Lịch sử
Địa bàn xã Hồng Dũng hiện nay trước đây vốn là ba xã: Hồng Quỳnh, Thụy Hồng và Thụy Dũng thuộc huyện Thái Thụy.
Xã Hồng Quỳnh được thành lập vào năm 1975 trên cơ sở hợp tác xã nông nghiệp Hồng Quỳnh thuộc địa bàn các xã Thụy Hồng và Thụy Quỳnh.
Trước khi sáp nhập, xã Thụy Hồng có diện tích 4,35 km², dân số là 3.930 người, mật độ dân số đạt 903 người/km², có 3 thôn: Lưu Đồn, Vạn Đồn, Tu Trình. Xã Thụy Dũng có diện tích 4,77 km², dân số là 3.819 người, mật độ dân số đạt 801 người/km², có 4 thôn: Đông Dương, Diêm Tỉnh, Phương Man, Đầm Sen; chia thành 7 xóm, đánh số từ 1 tới 7. Xã Hồng Quỳnh có diện tích 3,06 km², dân số là 2.622 người, mật độ dân số đạt 857 người/km².
Ngày 11 tháng 2 năm 2020, Ủy ban Thường vụ Quốc hội ban hành Nghị quyết số 892/NQ-UBTVQH14 về việc sắp xếp các đơn vị hành chính cấp xã thuộc tỉnh Thái Bình (nghị quyết có hiệu lực từ ngày 1 tháng 3 năm 2020). Theo đó, sáp nhập toàn bộ diện tích và dân số của ba xã Hồng Quỳnh, Thụy Hồng và Thụy Dũng thành xã Hồng Dũng.

## Di tích
- Đình Tu Trình: Thờ 6 vị thần Hoàng thời nhà Đinh có công dẹp loạn 12 sứ quân. Đình được xây dựng từ thế kỷ X, nằm gần bến sông Mát, có tên là Đình Bến hay còn gọi là Đình 5 gian.
- Đình Lưu Đồn: Thờ tráng sĩ có tên là Gáo thông minh, văn võ song toàn đã theo nghĩa quân Trần Lãm- Đinh Bộ Lĩnh dẹp loạn 12 xứ quân, dựng nghiệp nhà Đinh. Sau được phong chức Đô Thống
- Đình Vạn Đồn: Thờ Tả Đô thiên tướng quân Kiều Công húy là Cao và Hữu Đô thiên tướng quân Tô Công húy là Liêm thời Hùng Vương.

## Văn hóa
Làng Vạn Đồn ở xã Hồng Dũng trước đây nổi tiếng với nghề dệt vó. Vì thế ở vùng Thái Bình và Hải Phòng có câu "Gà Tò, lợn Tó, vó Vạn Đồn, gái Cổ Am".